# Secret Story - Casa dos Segredos (5.ª edição)
Secret Story - Casa dos Segredos 5 é a quinta edição do reality show português e uma vez mais apresentado por Teresa Guilherme.
As audições iniciaram dia 11 de Junho de 2014 e encerraram no dia 30 de Agosto de 2014. A estreia ocorreu no dia 21 de Setembro de 2014.

## Casa
A casa do Secret Story - Casa dos Segredos 5 é localizada na Venda do Pinheiro, mais especificamente na Asseiceira Grande.
A estação de Queluz está a preparar diversas surpresas para prender os telespectadores à «Casa dos Segredos 5». Além da sala da interatividade, um espaço onde os concorrentes vão ter acesso aos comentários do público nas redes sociais, está ainda a ser preparada uma aplicação móvel para acompanhar o programa.
Hooptap, uma empresa norte-americana, foi a escolhida pela TVI para desenvolver uma plataforma móvel que oferecerá ao público a melhor experiência em televisão através do segundo ecrã (second screen). Além de vídeos, informações sobre os habitantes e conteúdo extra, como jogos, os utilizadores também vão poder definir/escolher o que irá acontecer dentro da casa em determinadas situações. Vão poder dar ordens e escolher atividades, contribuindo diretamente para o desenvolvimento do conteúdo.
Além disso, os utilizadores também poderão, durante as nomeações, dar o seu palpite sobre quais vão ser os nomeados de determinado concorrente. Quanto mais participativo for o perfil do espectador, maior influência terá na escolha das missões atribuídas aos concorrentes.
A aplicação do reality show está disponível para download nas plataformas iOS e Android.

## Emissão
| Programa         | Emissão                                              | Apresentação                                                |
| ---------------- | ---------------------------------------------------- | ----------------------------------------------------------- |
| Gala de expulsão | Domingo                                              | Teresa Guilherme                                            |
| Nomeações        | Terça                                                | Teresa Guilherme                                            |
| Diário da Tarde  | Segunda a Sexta                                      | Teresa Guilherme                                            |
| Extra            | Segunda a Sexta                                      | Isabel Silva                                                |
| Repórteres       | -                                                    | Isabel Silva, Fanny Rodrigues, Flávio Furtado               |
| Comentadores     | Sexta                                                | Marta Cardoso, Fanny Rodrigues, Flávio Furtado e convidados |
| Direto           | várias vezes ao longo do dia                         | (apenas imagem, sem apresentador)                           |
| TVI Direct       | MEO - canal 13, Vodafone - canal 14 e NOS - canal 19 | (apenas imagem, sem apresentador)                           |

## Concorrentes

### Luís M.
Tem 45 anos e vem de Alhandra. É técnico de electrónica. Tem como passatempo pilotar ultraleves e desde criança que tem um fascínio por voar e pilotar. Foi casado com a Gisela Serrano. Tem uma filha de um antigo relacionamento. Quer entrar na Casa dos Segredos para deixar de ser conhecido como o “Luís da Gisela” e passar a ser reconhecido apenas por si.
Nomeações:
- Vítor: 27%; Bruno: 25%; Luís M.: 17% (votos para expulsar)

Segredo: A minha mulher está na Casa

### Liliana
Tem 20 anos e vem de Sesimbra. Estuda design e é bailarina. Dança samba, funk, kizomba e burlesco e este é o seu grande hobby. O seu maior sonho é ir viver para o Brasil e desfilar no sambódromo. Também gostava de ser apresentadora de televisão ou atriz. Considera-se direta, sincera, muito ambiciosa, mas também preguiçosa. Na Casa dos Segredos promete jogar não olhando a meios para atingir os fins.
Nomeações:
Segredo: Consigo prever o futuro

### Daniel
Tem 19 anos e vem de Oeiras. É futebolista. Considera ter muito talento para fazer massagens e gostava de ser fisioterapeuta. Adora música africana, especialmente kizomba. Frequenta festas africanas para poder dançar agarradinho às raparigas. Quer entrar na Casa dos Segredos para ser famoso e para encontrar a sua pequena princesa.
Nomeações:
Segredo: Sou detetive privado

### Odin
Tem 21 anos e vem de Coimbra. Define-se como rebelde e aventureiro. Tem um visual diferente, porque gosta de dar nas vistas e de ser irreverente. Adora as tatuagens. Pratica downhill. O seu ídolo é Nelson Mandela. Quer participar na Casa dos Segredos pela competição e admite não ter limites para conseguir chegar ao fim.
Nomeações:
Segredo: Tenho um fetiche pela Teresa Guilherme

### Célia
Tem 22 anos e vem de São Miguel. Nunca trabalhou e não tem projetos para o seu futuro profissional. Gosta de sair com os amigos, fazer noitadas e apanhar umas ondas. O seu herói é o Kelly Slater. Considera-se genuína, divertida, aventureira e maluca. Adora dar nas vistas. O seu objetivo na Casa dos Segredos é viver uma louca aventura.
Nomeações:
Segredo: Tenho um transtorno obsessivo compulsivo

### Ricardo
Tem 23 anos e vem de Paris. Nasceu em Santo Tirso, mas aos 7 anos foi viver para França. Teve uma educação à portuguesa e orgulha-se das suas raízes. Considera-se um rapaz humilde. Adora dançar e aproveita esse talento para encantar o sexo oposto. O seu sonho ao entrar na Casa dos Segredos é poder ajudar financeiramente a família. Planeia abrir um bar juntamente com a irmã.
Nomeações:
Segredo: Já estive morto

### Daniela
Tem 23 anos e vem de Olhão. É professora de dança e estuda gestão na Universidade do Algarve. Para além da dança, tem como rotina nadar uma hora por dia. Adora ver séries. Descreve-se como determinada e manipuladora. Se fosse um animal gostaria de ser um gato, pois são donos do seu nariz e só fazem o que querem. Quer entrar na Casa para jogar e ganhar.
Segredo: Somos um falso casal lésbico (com Elisabete)

### Elisabete
Tem 23 anos e vem de Santão, Felgueiras. Está a terminar o mestrado em ensino de educação física e dá aulas de fitness e zumba. Leva o trabalho muito a sério e considera ser um exemplo para as suas alunas. É viciada em desporto e não gosta de preguiçosos. Já foi catequista. Quer entrar na Casa dos Segredos para dar uma melhor qualidade de vida à sua família.
Segredo: Somos um falso casal lésbico (com Daniela)

### Inês
Tem 20 anos e vem de Matosinhos. Terminou recentemente o curso técnico de auxiliar de saúde, mas gostaria de ser veterinária. Adora ir ao cinema e passar tardes a namorar no sofá. O seu segredo de sedução é o cabelo, o olhar e os lábios. O seu maior sonho é casar e ter quatro filhos. Inscreveu-se no programa para ganhar o prémio.
Nomeações:
Segredo: As duas ex do meu namorado estão na Casa

### Bruno
Tem 29 anos e vem de Rio Tinto. Trabalha na construção civil, na empresa do pai. Já trabalhou numa igreja, mas foi despedido por ter muitas tatuagens. Pratica savate (boxe francês). Se fosse um animal seria um tigre, porque é um animal perigoso. Na Casa dos Segredos promete ser um jogador ativo e dinâmico. Quer jogar para vencer.
Nomeações:
- Vítor: 27%; Bruno: 25%; Luís M.: 17% (votos para expulsar)

Segredo: A minha namorada e as minhas duas ex-namoradas estão na Casa

### Flávia
Tem 19 anos e vem de Rio Tinto. Trabalha numa loja de roupa, mas sempre quis ser médica. Adora ouvir música, ir à praia e ao cinema e fazer compras. Não pratica desporto. É viciada em redes sociais e jogos virtuais. Considera-se teimosa, orgulhosa e impaciente. Tem talento para a fotografia, nomeadamente para ser fotografada. Na Casa dos Segredos quer testar os seus limites e viver uma aventura.
Nomeações:
Segredo: O grande amor da minha vida está na Casa

### Hugo
Tem 25 anos e vem de Lisboa. Trabalha como empregado de mesa nos pastéis de Belém e adora o que faz. Nos tempos livres frequenta o ginásio. Gosta de ler jornais desportivos e de assistir a todo o tipo de programas desportivos. Diz ser viciado no trabalho, na família e no descanso. Considera-se poupado, desconfiado e inseguro. Quer entrar na Casa dos Segredos para ser testado ao mais alto nível e para ser famoso.
Nomeações:
Segredo: Entrei com o meu pai na Casa dos Segredos

### Sofiya
Tem 20 anos e nasceu na Ucrânia. Teve uma educação muito disciplinada, pois vem de uma família ligada ao exército. Trabalha como esteticista e interessa-se por moda e maquilhagem. É fã da Irina Shayk. Se fosse um animal gostaria de ser um pássaro, para ser livre. Quer entrar na Casa dos Segredos para se divertir e para ganhar o prémio.
Nomeações:
- Sofiya: 56%; Agnes: 13%; Cinthia: 13%; Cristiana: 18% (votos para expulsar)

Segredo: O meu ex está na Casa

### Cristiana
Tem 22 anos e vem do Seixal, mas já viveu na Amareleja. É bailarina de bandas de música popular e considera-se muito atrevida. Gosta de ginásio, de praia e perde-se por festas africanas e brasileiras. Sempre sonhou entrar num reality show. A mãe, Antónia Dionisio, participou no programa da SIC, O Pior Condutor de Sempre. É viciada em manter o seu corpo cuidado. Não se importa com o que os outros pensam e afirma estar disposta a fazer tudo o que lhe passe pela cabeça para chegar à final da Casa dos Segredos.
Nomeações:
- Sofiya: 56%; Agnes: 13%; Cinthia: 13%; Cristiana: 18% (votos para expulsar)

Segredo: Envolvi-me com jogadores de futebol de seleções de três países

### Fernando
Tem 25 anos e vem de Santo Tirso. Trabalha como rececionista numa pousada, mas tem o sonho de ser primeiro-ministro. É muito metódico e arrumado. Pratica surf, futebol e musculação. Se fosse um animal gostaria de ser um leão, pois quer ser o rei da selva. Quer entrar na Casa dos Segredos para ganhar.
Nomeações:
Segredo: A minha namorada trocou-me por alguém do mesmo sexo

### Pedro
Tem 28 anos e vem de Lisboa. É natural de Vila Viçosa. É licenciado em línguas e literaturas modernas, mas trabalha como administrativo num banco. Não gosta de cabeças ocas e detesta falta de higiene, de civismo e de educação. Normalmente consideram-no arrogante. Diz ser um cozinheiro exímio e sonha ter a sua própria tasca. Quer entrar na Casa dos Segredos para quebrar a monotonia da sua vida profissional.

### Luís C.
Tem 23 anos e vem de Sintra. É modelo e licenciado em direito. Quando era pequeno sonhava ser jogador de futebol e esta é ainda hoje uma das suas paixões. Não gosta de relações sérias, pois afirma que ainda não atingiu maturidade suficiente para uma relação monogâmica. É competitivo e não rege bem a derrotas. Quer entrar na Casa dos Segredos para ganhar.
Nomeações:
Segredo: Sou agente secreto da aplicação

### Agnes
Tem 30 anos e é romena, mas actualmente vive em Cascais. É cantora e investe na bolsa. Foi casada com um japonês, que já faleceu. Fala cinco idiomas: romeno, português, japonês, inglês e espanhol. Estudou violino e gosta de pintar. O seu ídolo é a Marilyn Monroe. Quer entrar na Casa dos Segredos para mostrar a sua energia positiva e para ser famosa.
Nomeações:
- Sofiya: 56%; Agnes: 13%; Cinthia: 13%; Cristiana: 18% (votos para expulsar)

Segredo: Fui sequestrada e explorada por uma seita

### Paulo
Tem 37 anos e vem de Sintra. Trabalha num bar como porteiro. Pratica kickboxing. É muito vaidoso, adora usar cremes para cuidar de si e é viciado em comprar sapatos. Não gosta de falta de sinceridade e de pessoas desarrumadas. Quer entrar na Casa dos Segredos para viver a aventura que lhe falta, pois adora desafios.
Nomeações:
Segredo: Entrei com o meu filho na Casa dos Segredos

### Cinthia
Tem 27 anos, é brasileira, mas já vive em Portugal há muitos anos. Estudou direito e é jurista. Considera ter talento para defender o que é justo e não gosta que a julguem apenas pela aparência. Adora ir ao cinema, viajar, sair à noite e ir ao casino. Já tocou clarinete e está a aprender a tocar saxofone. Um dos seus objetivos ao entrar na Casa dos Segredos é mostrar a alegria e sensualidade da mulher brasileira.
Nomeações:
- Sofiya: 56%; Agnes: 13%; Cinthia: 13%; Cristiana: 18% (votos para expulsar)

Segredo: Estou grávida

### Vítor
Tem 20 Anos e vem de Boticas. Trabalha numa pedreira e é também bombeiro voluntário e modelo. Já participou em vários concursos de moda na sua região e sonha ser um modelo conhecido internacionalmente. O futebol é outro dos seus interesses. Quer chegar ao fim na Casa dos Segredos e está disposto a lutar por isso.
Nomeações:
- Vítor: 27%; Bruno: 25%; Luís M.: 17% (votos para expulsar)

Segredo: Envolvi-me com a mulher do meu melhor amigo

### Vânia
Tem 21 anos e vem de Paços de Ferreira. Estuda terapia ocupacional na Escola Superior de Tecnologia da Saúde do Porto. Pertence a uma dupla de DJs, as Royals. É muito vaidosa e comprar roupa é um dos seus vícios. Não vive sem o telemóvel e sem fazer publicações diárias nas redes sociais. Quer participar na Casa dos Segredos essencialmente pelo prémio, mas também pela fama.
Nomeações:
Segredo: Vejo mortos

## Convidados especiais
- Mickael Carreira cantou na casa durante a Gala do dia 28 de Setembro.
- Rita Pereira entrou como, Luena, falsa concorrente durante a Gala do dia 28 de Setembro.
- Teresa Guilherme entrou pela primeira vez como residente durante a Gala do dia 12 de Outubro. Abandonou a casa no dia seguinte após a transmissão do Diário da Tarde emitido a partir do interior.
- As mães de Flávia, Pedro e Fernando entraram como residentes durante a Gala do dia 23 de Novembro e saíram no dia seguinte.
- Na noite da Gala de 30 de Novembro, os finalistas da Casa 4 – Luís Nascimento, Sofia Sousa, Diogo Marcelino, Érica Silva e Joana Diniz - entraram na Casa para escolherem o concorrente a estar presente no Desafio final (3ª edição).

## Entradas e eliminações
| Classificação | Classificação | Classificação      | Classificação          | Classificação          | Classificação | Classificação |
| #             | Concorrente   | Origem             | Entrada                | Saída                  | Nomeações     | Total votos   |
| ------------- | ------------- | ------------------ | ---------------------- | ---------------------- | ------------- | ------------- |
| 1             | Elisabete     | Santão             | 21 de Setembro de 2014 | 1 de Janeiro de 2015   | 7             |               |
| 2             | Agnes         | Roménia            | 21 de Setembro de 2014 | 1 de Janeiro de 2015   | 3             |               |
| 3             | Bruno         | Rio Tinto          | 21 de Setembro de 2014 | 1 de Janeiro de 2015   | 3             |               |
| 4             | Pedro         | Vila Viçosa        | 21 de Setembro de 2014 | 1 de Janeiro de 2015   | 2             |               |
| 5             | Flávia        | Rio Tinto          | 21 de Setembro de 2014 | 1 de Janeiro de 2015   | 4             |               |
| 6             | Cristiana     | Seixal             | 21 de Setembro de 2014 | 25 de Dezembro de 2014 | 2             | 4             |
| 7             | Daniel        | Oeiras             | 21 de Setembro de 2014 | 21 de Dezembro de 2014 | 2             | 8             |
| 8             | Liliana       | Sesimbra           | 21 de Setembro de 2014 | 14 de Dezembro de 2014 | 2             | 19            |
| 9             | Fernando      | Santo Tirso        | 21 de Setembro de 2014 | 7 de Dezembro de 2014  | 4             | 14            |
| 11            | Ricardo       | França             | 21 de Setembro de 2014 | 30 de Novembro de 2014 | 3             | 14            |
| 11            | Daniela       | Olhão              | 21 de Setembro de 2014 | 30 de Novembro de 2014 | 1             | 7             |
| 12            | Odin          | Coimbra            | 21 de Setembro de 2014 | 23 de Novembro de 2014 | 2             | 4             |
| 13            | Cinthia       | Brasil             | 21 de Setembro de 2014 | 16 de Novembro de 2014 | 5             | 24            |
| 14            | Hugo          | Lisboa             | 21 de Setembro de 2014 | 9 de Novembro de 2014  | 3             | 7             |
| 15            | Vânia         | Paços de Ferreira  | 28 de Setembro de 2014 | 2 de Novembro de 2014  | 2             | 7             |
| 16            | Luís M.       | Alhandra           | 21 de Setembro de 2014 | 26 de Outubro de 2014  | 3             | 9             |
| 17            | Inês          | Matosinhos         | 21 de Setembro de 2014 | 19 de Outubro de 2014  | 1             | ---           |
| 18            | Paulo         | Sintra             | 21 de Setembro de 2014 | 12 de Outubro de 2014  | 3             | 5             |
| 19            | Luis C.       | Sintra             | 21 de Setembro de 2014 | 5 de Outubro de 2014   | 1             | 4             |
| 20            | Sofiya        | Ucrânia            | 21 de Setembro de 2014 | 28 de Setembro de 2014 | 1             | 9             |
| 21            | Vítor         | Boticas            | 21 de Setembro de 2014 | 23 de Setembro de 2014 | 1             | ---           |
| 22            | Célia         | Ilha de São Miguel | 21 de Setembro de 2014 | 23 de Setembro de 2014 | 0             | ---           |

Legenda
|  |               |
|  | Vencedor      |
|  | Vice-vencedor |
|  | Eliminado/a   |
|  | Desistiu      |
|  | Finalista     |

## Nomeações e expulsões
|              | Sem 1                                     | Sem 1                                                             | Sem 2                                     | Sem 3                                                            | Sem 4                                      | Sem 5                                     | Sem 6                                     | Sem 7                                        | Sem 8                                        | Sem 9                                        | Sem 10                                      | Sem 11                 | Sem 12                                      | Sem 13                                      | Sem 14                                       | Sem 15                  | Sem 15                  | Votos recebidos |     |
| Dia 1        | Dia 3                                     |                                                                   | Sem 2                                     | Sem 3                                                            | Sem 4                                      | Sem 5                                     | Sem 6                                     | Sem 7                                        | Sem 8                                        | Sem 9                                        | Sem 10                                      | Sem 11                 | Sem 12                                      | Sem 13                                      | Sem 14                                       | Sem 15                  | Sem 15                  | Votos recebidos |     |
| ------------ | ----------------------------------------- | ----------------------------------------------------------------- | ----------------------------------------- | ---------------------------------------------------------------- | ------------------------------------------ | ----------------------------------------- | ----------------------------------------- | -------------------------------------------- | -------------------------------------------- | -------------------------------------------- | ------------------------------------------- | ---------------------- | ------------------------------------------- | ------------------------------------------- | -------------------------------------------- | ----------------------- | ----------------------- | --------------- | --- |
| Elisabete    | Quarto Secreto                            | Imune                                                             | Pedro Paulo                               | Imune                                                            | Nomeada                                    | Hugo Fernando                             | Cinthia                                   | Nomeada                                      | Nomeada                                      | Odin Pedro                                   | Fernando                                    | Fernando Liliana       | Liliana                                     | Cristiana Pedro                             | Nomeada                                      | 1º Lugar (Dia 102)      | 1º Lugar (Dia 102)      | 21              |     |
| Agnes        | Sem nomeações                             | Nomeada                                                           | Luís C. Paulo                             | Imune                                                            | Imune                                      | Daniel                                    | Daniela Odin                              | Não Elegível                                 | Cinthia                                      | Odin Ricardo                                 | Não pode nomear                             | Fernando Liliana       | Liliana                                     | Daniel Bruno Elisabete                      | Nomeada                                      | 2º Lugar (Dia 102)      | 2º Lugar (Dia 102)      | 16              |     |
| Bruno        | Nomeado                                   | Cristiana Liliana                                                 | Imune                                     | Liliana                                                          | Liliana                                    | Imune                                     | Vânia                                     | Elisabete Daniela                            | Flávia                                       | Imune                                        | Liliana                                     | Não Elegível           | Liliana                                     | Agnes                                       | Nomeado                                      | 3º Lugar (Dia 102)      | 3º Lugar (Dia 102)      | 3               |     |
| Pedro        | Nomeado                                   | Sofiya Cinthia                                                    | Não Elegível                              | Cinthia Inês                                                     | Vânia Elisabete                            | Não Elegível                              | Vânia                                     | Daniela                                      | Flávia                                       | Não Elegível                                 | Liliana                                     | Não Elegível           | Liliana                                     | Daniel Bruno Elisabete                      | Nomeado                                      | 4º Lugar (Dia 102)      | 4º Lugar (Dia 102)      | 10              |     |
| Flávia       | Sem nomeações                             | Não Elegível                                                      | Paulo Hugo                                | Nomeada                                                          | Não Elegível                               | Hugo Fernando                             | Cinthia                                   | Não Elegível                                 | Nomeada                                      | Odin Ricardo                                 | Ricardo                                     | Pedro Agnes            | Elisabete                                   | Elisabete                                   | Nomeada                                      | 5º Lugar (Dia 102)      | 5º Lugar (Dia 102)      | 12              |     |
| Cristiana    | Sem nomeações                             | Nomeada                                                           | Ricardo Luís C.                           | Imune                                                            | Não Elegível                               | Daniel                                    | Daniela                                   | Imune                                        | Cinthia                                      | Ricardo                                      | Ricardo                                     | Fernando Liliana       | Elisabete                                   | Elisabete                                   | Nomeada                                      | Eliminada (Dia 96)      | Eliminada (Dia 96)      | 4               |     |
| Daniel       | Nomeado                                   | Sofiya Agnes                                                      | Não Elegível                              | Cinthia Daniela                                                  | Vânia Cinthia                              | Salvo na 2ª ronda                         | Agnes                                     | Agnes Cinthia                                | Ricardo                                      | Imune                                        | Elisabete                                   | Imune                  | Agnes                                       | Pedro                                       | Eliminado (Dia 92)                           | Eliminado (Dia 92)      | Eliminado (Dia 92)      | 8               |     |
| Liliana      | Sem nomeações                             | Não Elegível                                                      | Paulo Pedro                               | Não Elegível                                                     | Não Elegível                               | Hugo Fernando                             | Quatro Secreto                            | Imune                                        | Ricardo                                      | Não pode nomear                              | Bruno                                       | Pedro Agnes            | Elisabete                                   | Eliminada (Dia 85)                          | Eliminada (Dia 85)                           | Eliminada (Dia 85)      | Eliminada (Dia 85)      | 18              |     |
| Fernando     | Nomeado                                   | Sofiya Cinthia                                                    | Não Elegível                              | Cinthia Flávia                                                   | Vânia Cinthia                              | Nomeado                                   | Vânia                                     | Cinthia                                      | Imune                                        | Nomeado                                      | Elisabete                                   | Nomeado                | Eliminado (Dia 78)                          | Eliminado (Dia 78)                          | Eliminado (Dia 78)                           | Eliminado (Dia 78)      | Eliminado (Dia 78)      | 13              |     |
| Ricardo      | Nomeado                                   | Sofiya Cristiana                                                  | Não Elegível                              | Cinthia Daniela                                                  | Elisabete                                  | Não Elegível                              | Cinthia                                   | Cinthia                                      | Não Elegível                                 | Nomeado                                      | Flávia                                      | Eliminado (Dia 71)     | Eliminado (Dia 71)                          | Eliminado (Dia 71)                          | Eliminado (Dia 71)                           | Eliminado (Dia 71)      | Eliminado (Dia 71)      | 13              |     |
| Daniela      | Quarto Secreto                            | Imune                                                             | Ricardo Hugo                              | Não Elegível                                                     | Não Elegível                               | Hugo Daniel                               | Cinthia                                   | Não Elegível                                 | Imune                                        | Pedro Ricardo                                | Daniel                                      | Eliminada (Dia 71)     | Eliminada (Dia 71)                          | Eliminada (Dia 71)                          | Eliminada (Dia 71)                           | Eliminada (Dia 71)      | Eliminada (Dia 71)      | 7               |     |
| Odin         | Nomeado                                   | Sofiya Agnes                                                      | Imune                                     | Cinthia Flávia                                                   | Vânia Flávia                               | Imune                                     | Agnes                                     | Agnes                                        | Ricardo                                      | Nomeado                                      | Eliminado (Dia 64)                          | Eliminado (Dia 64)     | Eliminado (Dia 64)                          | Eliminado (Dia 64)                          | Eliminado (Dia 64)                           | Eliminado (Dia 64)      | Eliminado (Dia 64)      | 4               |     |
| Cinthia      | Sem nomeações                             | Nomeada                                                           | Fernando Luís C.                          | Nomeada                                                          | Não Elegível                               | Fernando                                  | Daniela Fernando                          | Nomeada                                      | Nomeada                                      | Eliminada (Dia 57)                           | Eliminada (Dia 57)                          | Eliminada (Dia 57)     | Eliminada (Dia 57)                          | Eliminada (Dia 57)                          | Eliminada (Dia 57)                           | Eliminada (Dia 57)      | Eliminada (Dia 57)      | 19              |     |
| Hugo         | Nomeado                                   | Sofiya Agnes                                                      | Não Elegível                              | Flávia                                                           | Elisabete                                  | Nomeado                                   | Elisabete                                 | Elisabete Flávia                             | Eliminado (Dia 50)                           | Eliminado (Dia 50)                           | Eliminado (Dia 50)                          | Eliminado (Dia 50)     | Eliminado (Dia 50)                          | Eliminado (Dia 50)                          | Eliminado (Dia 50)                           | Eliminado (Dia 50)      | Eliminado (Dia 50)      | 7               |     |
| Vânia        | Entrou (Dia 8)                            | Entrou (Dia 8)                                                    | Paulo Hugo                                | Imune                                                            | Nomeada                                    | Fernando                                  | Flávia Pedro                              | Eliminada (Dia 43)                           | Eliminada (Dia 43)                           | Eliminada (Dia 43)                           | Eliminada (Dia 43)                          | Eliminada (Dia 43)     | Eliminada (Dia 43)                          | Eliminada (Dia 43)                          | Eliminada (Dia 43)                           | Eliminada (Dia 43)      | Eliminada (Dia 43)      | 7               |     |
| Luís M.      | Nomeado                                   | Agnes Sofiya                                                      | Nomeado                                   | Liliana                                                          | Liliana                                    | Nomeado                                   | Eliminado (Dia 36)                        | Eliminado (Dia 36)                           | Eliminado (Dia 36)                           | Eliminado (Dia 36)                           | Eliminado (Dia 36)                          | Eliminado (Dia 36)     | Eliminado (Dia 36)                          | Eliminado (Dia 36)                          | Eliminado (Dia 36)                           | Eliminado (Dia 36)      | Eliminado (Dia 36)      | 0               |     |
| Inês         | Sem nomeações                             | Não Elegível                                                      | Luís C. Ricardo                           | Não Elegível                                                     | Nomeada pela Voz                           | Eliminada (Dia 29)                        | Eliminada (Dia 29)                        | Eliminada (Dia 29)                           | Eliminada (Dia 29)                           | Eliminada (Dia 29)                           | Eliminada (Dia 29)                          | Eliminada (Dia 29)     | Eliminada (Dia 29)                          | Eliminada (Dia 29)                          | Eliminada (Dia 29)                           | Eliminada (Dia 29)      | Eliminada (Dia 29)      | 1               |     |
| Paulo        | Nomeado                                   | Sofiya Cinthia                                                    | Nomeado                                   | Flávia                                                           | Eliminado (Dia 22)                         | Eliminado (Dia 22)                        | Eliminado (Dia 22)                        | Eliminado (Dia 22)                           | Eliminado (Dia 22)                           | Eliminado (Dia 22)                           | Eliminado (Dia 22)                          | Eliminado (Dia 22)     | Eliminado (Dia 22)                          | Eliminado (Dia 22)                          | Eliminado (Dia 22)                           | Eliminado (Dia 22)      | Eliminado (Dia 22)      | 5               |     |
| Luís C.      | Nomeado                                   | Sofiya Agnes                                                      | Nomeado                                   | Eliminado (Dia 15)                                               | Eliminado (Dia 15)                         | Eliminado (Dia 15)                        | Eliminado (Dia 15)                        | Eliminado (Dia 15)                           | Eliminado (Dia 15)                           | Eliminado (Dia 15)                           | Eliminado (Dia 15)                          | Eliminado (Dia 15)     | Eliminado (Dia 15)                          | Eliminado (Dia 15)                          | Eliminado (Dia 15)                           | Eliminado (Dia 15)      | Eliminado (Dia 15)      | 4               |     |
| Sofiya       | Sem nomeações                             | Nomeada                                                           | Eliminada (Dia 8)                         | Eliminada (Dia 8)                                                | Eliminada (Dia 8)                          | Eliminada (Dia 8)                         | Eliminada (Dia 8)                         | Eliminada (Dia 8)                            | Eliminada (Dia 8)                            | Eliminada (Dia 8)                            | Eliminada (Dia 8)                           | Eliminada (Dia 8)      | Eliminada (Dia 8)                           | Eliminada (Dia 8)                           | Eliminada (Dia 8)                            | Eliminada (Dia 8)       | Eliminada (Dia 8)       | 9               |     |
| Vítor        | Nomeado                                   | Eliminado (Dia 3)                                                 | Eliminado (Dia 3)                         | Eliminado (Dia 3)                                                | Eliminado (Dia 3)                          | Eliminado (Dia 3)                         | Eliminado (Dia 3)                         | Eliminado (Dia 3)                            | Eliminado (Dia 3)                            | Eliminado (Dia 3)                            | Eliminado (Dia 3)                           | Eliminado (Dia 3)      | Eliminado (Dia 3)                           | Eliminado (Dia 3)                           | Eliminado (Dia 3)                            | Eliminado (Dia 3)       | Eliminado (Dia 3)       | 0               |     |
| Célia        | Sem nomeações                             | Desistiu (Dia 3)                                                  | Desistiu (Dia 3)                          | Desistiu (Dia 3)                                                 | Desistiu (Dia 3)                           | Desistiu (Dia 3)                          | Desistiu (Dia 3)                          | Desistiu (Dia 3)                             | Desistiu (Dia 3)                             | Desistiu (Dia 3)                             | Desistiu (Dia 3)                            | Desistiu (Dia 3)       | Desistiu (Dia 3)                            | Desistiu (Dia 3)                            | Desistiu (Dia 3)                             | Desistiu (Dia 3)        | Desistiu (Dia 3)        | 0               |     |
|              |                                           |                                                                   |                                           |                                                                  |                                            |                                           |                                           |                                              |                                              |                                              |                                             |                        |                                             |                                             |                                              |                         |                         |                 |     |
| Notas        | 1                                         | 2                                                                 | 3, 4                                      | 5                                                                |                                            |                                           |                                           |                                              |                                              |                                              |                                             |                        |                                             |                                             |                                              |                         |                         |                 |     |
| Expulsos     | ---                                       | ---                                                               | ---                                       | ---                                                              | ---                                        | ---                                       | ---                                       | ---                                          | ---                                          | ---                                          | ---                                         | ---                    | ---                                         | ---                                         | ---                                          | ---                     | ---                     | ---             | --- |
| Desistências | Célia                                     | ---                                                               | ---                                       | ---                                                              | ---                                        | ---                                       | ---                                       | ---                                          | ---                                          | ---                                          | ---                                         | ---                    | ---                                         | ---                                         | ---                                          | ---                     | ---                     | ---             | --- |
| Nomeados     | Todos os rapazes                          | Sofiya Agnes Cinthia Cristiana                                    | Luís M. Paulo Luís C.                     | Fernando Paulo Cinthia Flávia                                    | Inês Vânia Elisabete                       | Luís M. Hugo Fernando                     | Agnes Vânia Cinthia                       | Hugo Elisabete Cinthia                       | Flávia Elisabete Cinthia                     | Fernando Odin Ricardo                        | Daniela Elisabete Ricardo                   | Fernando Liliana       | Flávia Liliana Elisabete                    | Daniel Bruno Elisabete                      | Bruno Flávia Cristiana Pedro Agnes Elisabete | -----                   | -----                   |                 |     |
| Eliminado    | Vítor 27% dos votos                       | Sofiya 56% dos votos                                              | Luís C. 67% dos votos                     | Paulo 45% dos votos                                              | Inês 62% dos votos                         | Luís M. 44% dos votos                     | Vânia 52% dos votos                       | Hugo 53% dos votos                           | Cinthia 51% dos votos                        | Odin 65% dos votos                           | Daniela 39% dos votos Ricardo 37% dos votos | Fernando 78% dos votos | Liliana 48% dos votos                       | Daniel 67% dos votos                        | Cristiana 6% dos votos                       | Flávia 10% dos votos    | Pedro 14% dos votos     |                 |     |
| Eliminado    | Vítor 27% dos votos                       | Sofiya 56% dos votos                                              | Luís C. 67% dos votos                     | Paulo 45% dos votos                                              | Inês 62% dos votos                         | Luís M. 44% dos votos                     | Vânia 52% dos votos                       | Hugo 53% dos votos                           | Cinthia 51% dos votos                        | Odin 65% dos votos                           | Daniela 39% dos votos Ricardo 37% dos votos | Fernando 78% dos votos | Liliana 48% dos votos                       | Daniel 67% dos votos                        | Cristiana 6% dos votos                       | Bruno 22% dos votos     | Agnes 23% dos votos     |                 |     |
| Salvos       | Bruno 25% dos votos Luís M. 17% dos votos | Cristiana 18% dos votos Agnes 13% dos votos Cinthia 13% dos votos | Paulo 22% dos votos Luís M. 11% dos votos | Flávia 37% dos votos Fernando 11% dos votos Cinthia 7% dos votos | Vânia 35% dos votos Elisabete 3% dos votos | Hugo 32% dos votos Fernando 24% dos votos | Cinthia 35% dos votos Agnes 13% dos votos | Cinthia 38% dos votos Elisabete 9% dos votos | Flávia 33% dos votos Elisabete 16% dos votos | Fernando 20% dos votos Ricardo 15% dos votos | Elisabete 24% dos votos                     | Liliana 22% dos votos  | Elisabete 47% dos votos Flávia 5% dos votos | Elisabete 20% dos votos Bruno 13% dos votos | Flávia 11% dos votos                         | Elisabete 31% dos votos | Elisabete 31% dos votos |                 |     |

Legenda
     Nomeado/a
     Imune
     Não elegível para nomear
     Não está na casa ou esteve no Quarto Secreto
- Nota 1: Na Gala de estreia, todos os rapazes ficaram nomeados e na terça-feira de nomeações o rapaz mais votado pelos portugueses foi expulso. Neste caso, Vítor foi o mais votado e abandonou a Casa. Também Célia abandonou a Casa na primeira terça-feira de nomeações, mas porque desistiu por questões pessoais.
- Nota 2: Sofiya, Agnes, Cinthia e Cristiana são as Nomeadas da semana. Sofiya teve 9 votos, Agnes teve 5 votos, Cinthia teve 3 votos e Cristiana teve 2 votos.
- Nota 3: Daniela, Elisabete e Bruno ficam imunes pela Voz depois de terem sido eleitos pelos companheiros como os mais odiados na Casa. Nas nomeações, houve uma primeira ronda na sala onde ficou nomeado Luís M.. O Luís M. foi nomeado pela Liliana, pela Flávia e pela Vânia, o Ricardo foi nomeado pela Cristiana e pela Daniela, o Luís C. foi nomeado pela Agnes e pela Inês, o Fernando foi nomeado pela Cinthia e o Pedro foi nomeado pela Elisabete.
- Nota 4: Na Gala de domingo, a Voz nomeou um concorrente como o mais frontal: Agnes. Agnes ganhou o poder de retirar imunidade a uma das raparigas imunes (Daniela e Elisabete). Agnes escolheu retirar imunidade à Daniela, ficando assim imune. Também Cristiana recebeu um dilema: ou ganharia imunidade nas nomeações ou Pedro poderia falar com a sua mãe ao telefone. Cristiana decidiu ajudar o amigo, mas a Voz premiou a sua atitude e manteve a sua imunidade. Fernando teve um dilema: ou escolhia uma consequência para si ou escolhia uma consequência para todos. Fernando opta por arcar com a consequência e fica automaticamente nomeado.
- Nota 5: Primeiro, os rapazes nomearam um concorrente na sala. Daniel, Odin, Ricardo, Hugo, Fernando e Pedro nomearam o Luís M. e Bruno e Luís M. nomearam o Fernando. Luís M. fica nomeado na sala.
- Nota 6: No confessionário, as raparigas tiveram de votar para um dos rapazes ganhar imunidade. Cristiana votou no Pedro, Daniela votou no Odin, Agnes votou no Bruno, Liliana votou no Daniel, Cinthia votou no Bruno, Flávia votou no Bruno e Elisabete votou no Daniel.

### Votação dos residentes
|           | Sem 1     | Sem 2     | Sem 3     | Sem 4     | Sem 5     | Sem 6     | Sem 7     | Sem 8     | Sem 9     | Sem 10    | Sem 11    | Sem 12    | Sem 13    | Sem 14    | Sem 15    | Total |
| --------- | --------- | --------- | --------- | --------- | --------- | --------- | --------- | --------- | --------- | --------- | --------- | --------- | --------- | --------- | --------- | ----- |
| Elisabete | –         | –         | –         | 5         | –         | 1         | 2         | 7         | –         | 3         | 0         | 3         | 8         | –         | 1º Lugar  | 29    |
| Agnes     | 5         | –         | –         | –         | –         | 2         | 3         | –         | –         | –         | 2         | 1         | 3         | –         | 2º Lugar  | 16    |
| Bruno     | –         | –         | –         | –         | –         | –         | –         | –         | –         | 1         | 0         | –         | 2         | –         | 3º Lugar  | 3     |
| Pedro     | –         | 2         | –         | –         | 0         | 1         | –         | –         | 2         | 0         | 2         | –         | 4         | –         | 4º Lugar  | 11    |
| Flávia    | 0         | –         | 6         | 1         | –         | 1         | 1         | 5         | –         | 1         | 0         | –         | 0         | –         | 5º Lugar  | 15    |
| Cristiana | 2         | –         | –         | 0         | –         | –         | –         | –         | –         | –         | –         | 0         | 2         | –         | Eliminada | 4     |
| Daniel    | –         | 0         | –         | –         | 5         | –         | –         | –         | –         | 1         | –         | –         | 2         | Eliminado | Eliminado | 8     |
| Liliana   | 1         | –         | 4         | 4         | –         | –         | –         | –         | –         | 2         | 4         | 4         | Eliminada | Eliminada | Eliminada | 19    |
| Fernando  | –         | 1         | –         | –         | 7         | 1         | –         | –         | –         | 1         | 4         | Eliminado | Eliminado | Eliminado | Eliminado | 14    |
| Ricardo   | –         | 3         | –         | –         | 0         | –         | –         | 4         | 5         | 2         | Eliminado | Eliminado | Eliminado | Eliminado | Eliminado | 14    |
| Daniela   | –         | –         | 2         | 0         | –         | 2         | 3         | –         | –         | –         | Eliminada | Eliminada | Eliminada | Eliminada | Eliminada | 7     |
| Odin      | –         | –         | –         | –         | –         | 1         | –         | –         | 3         | Eliminado | Eliminado | Eliminado | Eliminado | Eliminado | Eliminado | 4     |
| Cinthia   | 3         | –         | 5         | 2         | –         | 4         | 5         | 5         | Eliminada | Eliminada | Eliminada | Eliminada | Eliminada | Eliminada | Eliminada | 24    |
| Hugo      | –         | 3         | –         | –         | 4         | –         | –         | Eliminado | Eliminado | Eliminado | Eliminado | Eliminado | Eliminado | Eliminado | Eliminado | 7     |
| Vânia     |           | –         | –         | 4         | –         | 3         | Eliminada | Eliminada | Eliminada | Eliminada | Eliminada | Eliminada | Eliminada | Eliminada | Eliminada | 7     |
| Luís M.   | –         | 3         | –         | –         | 6         | Eliminado | Eliminado | Eliminado | Eliminado | Eliminado | Eliminado | Eliminado | Eliminado | Eliminado | Eliminado | 9     |
| Inês      | 0         | –         | 1         | –         | Eliminada | Eliminada | Eliminada | Eliminada | Eliminada | Eliminada | Eliminada | Eliminada | Eliminada | Eliminada | Eliminada | 1     |
| Paulo     | –         | 5         | –         | Eliminado | Eliminado | Eliminado | Eliminado | Eliminado | Eliminado | Eliminado | Eliminado | Eliminado | Eliminado | Eliminado | Eliminado | 5     |
| Luís C.   | –         | 4         | Eliminado | Eliminado | Eliminado | Eliminado | Eliminado | Eliminado | Eliminado | Eliminado | Eliminado | Eliminado | Eliminado | Eliminado | Eliminado | 4     |
| Sofiya    | 9         | Eliminada | Eliminada | Eliminada | Eliminada | Eliminada | Eliminada | Eliminada | Eliminada | Eliminada | Eliminada | Eliminada | Eliminada | Eliminada | Eliminada | 9     |
| Vítor     | Eliminado | Eliminado | Eliminado | Eliminado | Eliminado | Eliminado | Eliminado | Eliminado | Eliminado | Eliminado | Eliminado | Eliminado | Eliminado | Eliminado | Eliminado | 0     |
| Célia     | Desistiu  | Desistiu  | Desistiu  | Desistiu  | Desistiu  | Desistiu  | Desistiu  | Desistiu  | Desistiu  | Desistiu  | Desistiu  | Desistiu  | Desistiu  | Desistiu  | Desistiu  | 0     |

      Automaticamente nomeado(a).

     Não elegível.

      Não está na Casa.

      Não há votações dos residentes.

### Votação do público
| Semana    | Nomeados                                                                   | Votação do público                                                          | Expulsão          |
| --------- | -------------------------------------------------------------------------- | --------------------------------------------------------------------------- | ----------------- |
| Dia 3     | Todos os rapazes                                                           | Hugo (1%), Daniel (2%), Paulo (2%), Luís M. (17%), Bruno (25%), Vítor (27%) | Vítor             |
| Dia 8     | Sofiya (9 votos), Agnes (5 votos), Cinthia (3 votos) e Cristiana (2 votos) | Sofiya (56%), Cristiana (18%), Agnes (13%), Cinthia (13%)                   | Sofiya            |
| Semana 2  | Paulo (5 votos), Luís C. (4 votos) e Luís M. (3 votos)                     | Luís C. (67%), Paulo (22%), Luís M. (11%)                                   | Luís C.           |
| Semana 3  | Fernando (VOZ), Paulo (VOZ), Cinthia (5 votos) e Flávia (4 votos)          | Paulo (45%), Flávia (37%), Fernando (11%), Cinthia (7%)                     | Paulo             |
| Semana 4  | Inês (VOZ), Vânia (4 votos) e Elisabete (3 votos)                          | Inês (62%), Vânia (35%), Elisabete (3%)                                     | Inês              |
| Semana 5  | Luís M. (6 votos), Hugo (4 votos) e Fernando (2 votos)                     | Luís M. (44%), Hugo (32%), Fernando (24%)                                   | Luís M.           |
| Semana 6  | Agnes (2 votos), Cinthia (3 votos) e Vânia (3 votos)                       | Vânia (52%), Cinthia (35%), Agnes (13%)                                     | Vânia             |
| Semana 7  | Hugo (Granada de Vânia), Elisabete (2 votos) e Cinthia (3 votos)           | Hugo (53%), Cinthia (38%), Elisabete (9%)                                   | Hugo              |
| Semana 8  | Flávia (5 votos), Elisabete (7 votos) e Cinthia (5 votos)                  | Cinthia (51%), Flávia (33%), Elisabete (16%)                                | Cinthia           |
| Semana 9  | Fernando (Granada de Cinthia), Odin (3 votos) e Ricardo (4 votos)          | Odin (65%), Fernando (20%), Ricardo (15%)                                   | Odin              |
| Semana 10 | Daniela (VOZ), Elisabete (2 votos) e Ricardo (2 votos)                     | Daniela (39%), Ricardo (37%), Elisabete (24%)                               | Daniela e Ricardo |
| Semana 11 | Fernando (4 votos) e Liliana (4 votos)                                     | Fernando (78%), Liliana (22%)                                               | Fernando          |
| Semana 12 | Flávia (VOZ), Liliana (4 votos) e Elisabete (3 votos)                      | Liliana (48%), Elisabete (47%), Flávia (5%)                                 | Liliana           |
| Semana 13 | Daniel (2 votos), Bruno (2 votos) e Elisabete (4 votos)                    | Daniel (67%), Elisabete (20%), Bruno (13%)                                  | Daniel            |
| Semana 14 | Bruno, Flávia, Cristiana, Pedro, Agnes e Elisabete                         | Cristiana (6%), Flávia (11%), ??? (19%), ??? (20%), ??? (22%), ??? (22%)    | Cristiana         |
| Semana 15 | Bruno, Flávia, Pedro, Agnes e Elisabete                                    | Elisabete (31%), Agnes (23%), Bruno (22%), Pedro (14%), Flávia (10%)        | FINAL             |

- Os menos votados pelo público no dia 3 foram Hugo (1%) e Daniel e Paulo (2%).

### Semana 1
- Segredos:
  - Revelados na Gala de Estreia:
    - Luís M. (A minha mulher está na Casa)
    - Odin  (Tenho um fetiche pela Teresa Guilherme)
    - Daniela e Elisabete (Somos um falso casal lésbico)
    - Bruno (A minha namorada e as minhas duas ex-namoradas estão na Casa)
    - Sofiya (O meu ex está na Casa)
    - Inês (As duas ex do meu namorado estão na Casa)
    - Luís C. (Sou um agente secreto da aplicação)

  - Revelados na Casa:
    - Hugo (Tenho o meu pai dentro da Casa), por Elisabete

  - Revelados na 2ª Gala:
    - Agnes (Fui sequestrada e explorada por uma seita)
    - Cinthia (Estou grávida)
- Nomeações:
  - Nomeadas: Sofiya (9 Votos), Agnes (5 Votos), Cinthia (3 Votos), Cristiana (2 Votos)
  - Outras Raparigas: Liliana (1 Voto), Inês, Flávia (0 Votos)
- Expulsões:
  - Dia 3:
    - Vítor: 27% (para expulsar)

  - Dia 7:
    - Sofiya: 56% (para expulsar)
- Salvos:
  - Dia 3:
    - Bruno: 25% (para expulsar)
    - Luís M.: 17% (para expulsar)

  - Dia 7:
    - Cristiana: 18% (para expulsar)
    - Agnes: 13% (para expulsar)
    - Cinthia: 13% (para expulsar)

### Semana 2
- Segredos:
  - Revelados na Casa:
    - Paulo (Entrei com o meu filho na Casa), por Liliana
    - Cinthia (Estou grávida), por Agnes
- Nomeações:
  - Nomeados: Luís M. (3 Votos), Luís C. (4 Votos), Paulo (5 Votos)
  - Outros Rapazes: Hugo (3 Votos), Ricardo (3 Votos), Pedro (2 Votos), Fernando  (1 Voto), Daniel (0 Votos)
- Expulsões:
  -     - Luís C.: 67% (para expulsar)
- Salvos:
  -     - Paulo: 22% (para expulsar)
    - Luís M.: 11% (para expulsar)

### Semana 3
- Segredos:
  - Revelados na Casa:
    - Luís M. (A minha mulher está na Casa), por Vânia

  - Revelados na 4ª Gala:
    - Pedro (Sofro de Coulrofobia)
- Nomeações:
  - Nomeados: Fernando (VOZ), Paulo (VOZ), Cinthia (5 Votos), Flávia (4 Votos)
  - Outros Rapazes: Liliana (4 Votos), Daniela (2 Votos), Inês (1 Voto)
- Expulsões:
  -     - Paulo: 45% (para expulsar)
- Salvos:
  -     - Flávia: 37% (para expulsar)
    - Fernando: 11% (para expulsar)
    - Cinthia: 7% (para expulsar)

## Granadas
A partir da expulsão de Vânia no dia 2 de Novembro de 2014, cada concorrente passou a ter a possibilidade de lançar uma granada do exterior para dentro da Casa, a partir da transmissão em directo no Diário da Tarde do dia seguinte à sua expulsão. O poder da granada implica a possibilidade em atribuir uma boa consequência para um residente e uma má para outro.
- Dia 44, Vânia atribuiu como boa consequência dar imunidade a um concorrente nas nomeações seguintes e como má dar uma nomeação automática a outro.
- Dia 51, Hugo atribuiu como boa consequência a escolha de um concorrente ter acesso a uma pista sobre um segredo de outro e como má escolher um residente que iria perder metade do seu dinheiro acumulado.
- Dia 58, Cinthia escolheu como boa consequência dar imunidade a uma concorrente e como má nomear automaticamente um rapaz.
- Dia 65, Odin atribuiu como boa consequência a escolha de um concorrente ter o seu voto a valer por dois nas nomeações seguintes e como má impedir outro de nomear.
- Dia 72, Daniela e Ricardo foram expulsos em simultâneo: a boa consequência ficou a cargo da Daniela e escolheu uma concorrente ter o seu voto a valer por dois nas nomeações seguintes; a má consequência atribuída pelo Ricardo foi escolher um rapaz impedir de nomear.
- Dia 79, Fernando atribuiu como boa consequência escolher um concorrente para ficar com o seu dinheiro e como má escolher outro que perdesse todo o dinheiro que tivesse acumulado. Teresa Guilherme informou que esta seria a última granada da edição.

| Granadas        | Granadas  | Granadas  | Granadas |
| Concorrente     | Boa       | Má        | Dia      |
| --------------- | --------- | --------- | -------- |
| Vânia           | Cristiana | Hugo      | 44       |
| Hugo            | Pedro     | Elisabete | 51       |
| Cinthia         | Cristiana | Fernando  | 58       |
| Odin            | Fernando  | Agnes     | 65       |
| Daniela/Ricardo | Cristiana | Pedro     | 72       |
| Fernando        | Cristiana | Daniel    | 79       |

## Segredos
| Segredo                                                                  | Concorrente          | Quem descobriu        | Dia na casa |
| ------------------------------------------------------------------------ | -------------------- | --------------------- | ----------- |
| Estou grávida                                                            | Cinthia2             | Agnes                 | Dia 12      |
| Fui sequestrada e explorada por uma seita                                | Agnes2               | Odin7                 | Dia 63      |
| Entrei com o meu pai na Casa dos Segredos                                | Hugo5                | Elisabete             | Dia 5       |
| A minha mulher está na Casa                                              | Luís M.2             | Vânia                 | Dia 19      |
| Tenho um fetiche pela Teresa Guilherme                                   | Odin2                | Bruno6                | Dia 63      |
| Vejo mortos                                                              | Vânia3               | ----                  | ----        |
| Sou detetive privado                                                     | Daniel3              | ----                  | ----        |
| A minha namorada trocou-me por alguém do mesmo sexo                      | Fernando2            | Hugo                  | Dia 47      |
| Envolvi-me com jogadores de futebol de seleções de três países           | Cristiana2           | Pedro, Agnes e Flávia | Dia 87      |
| Sofro de Coulrofobia – Fobia de palhaços                                 | Pedro2               | Cristiana             | Dia 57      |
| Entrei com o meu filho na Casa dos Segredos                              | Paulo5               | Liliana               | Dia 10      |
| Somos um falso casal lésbico                                             | Daniela e Elisabete1 | Odin                  | Dia 59      |
| A minha namorada e as minhas duas ex-namoradas estão na Casa             | Bruno1               | Luís M.               | Dia 33      |
| O meu ex está na Casa                                                    | Sofiya1              | ----                  | ----        |
| As duas ex do meu namorado estão na Casa                                 | Inês1                | ----                  | ----        |
| Tenho um transtorno obsessivo compulsivo                                 | Célia3               | ----                  | ----        |
| Já estive morta/morto                                                    | Ricardo3             | ----                  | ----        |
| Envolvi-me com a mulher/marido do meu melhor amigo/da minha melhor amiga | Vítor3               | ----                  | ----        |
| Consigo prever o futuro                                                  | Liliana 5            | Fernando              | Dia 72      |
| Sou um agente secreto da aplicação                                       | Luís C.1             | ----                  | ----        |
| O grande amor da minha vida está na Casa                                 | Flávia1              | Liliana e Daniel8     | Dia 75      |

Notas
1 - O segredo foi atribuído pela Voz ao concorrente na Gala de estreia.
2 - O segredo foi revelado pelo concorrente na Gala semanal.
3 - O/A concorrente saiu da casa antes do segredo ter sido descoberto pelos companheiros e no caso de ainda não ter sido desvendado, foi revelado no exterior pelo(a) próprio(a) ou na Gala semanal pela apresentadora.
4 - O concorrente violou as regras revelando o segredo aos outros residentes
5 - O segredo foi descoberto na Casa por outro concorrente.
6 - O segredo foi descoberto pelo grupo do Bruno, constituído pelo mesmo, pela Cristiana, pela Flávia, pelo Pedro, pela Agnes e pela Elisabete, tendo sido distribuído todo o dinheiro do Odin equitativamente por todos os membros.
7 - O segredo foi descoberto pelo grupo do Odin, constituído pelo mesmo, pela Daniela, pela Liliana, pelo Daniel, pelo Ricardo e pelo Fernando, tendo sido distribuído todo o dinheiro da Agnes equitativamente por todos os membros.
8 - Flávia revelou pistas demasiado óbvias sobre o seu segredo, o que fez com que Liliana e Daniel não recebessem qualquer dinheiro pela descoberta. Para além disso, ficou automaticamente nomeada por comportamentos menos próprios na noite antecedente.

### Tentativas de descobertas
| Segredo                                                              | Concorrente         | Quem pensa que descobriu | Data da tentativa |
| -------------------------------------------------------------------- | ------------------- | ------------------------ | ----------------- |
| Somos irmãos                                                         | Sofiya e Luís C.    | Cristiana e Pedro1       | 23 de Setembro    |
| Tenho o meu pai dentro da Casa                                       | Hugo                | Elisabete                | 25 de Setembro    |
| Somos um casal verdadeiro                                            | Daniel e Liliana    | Cristiana                | 26 de Setembro    |
| Fui casado com uma figura pública                                    | Luís M.             | Pedro                    | 29 de Setembro    |
| Entrei com o meu filho na Casa                                       | Paulo               | Liliana                  | 1 de Outubro      |
| Sou bissexual                                                        | Fernando            | Inês                     | 2 de Outubro      |
| Estou grávida                                                        | Cinthia             | Agnes                    | 3 de Outubro      |
| Somos irmãos                                                         | Pedro e Daniela     | Ricardo                  | 6 de Outubro      |
| Fui acompanhante de luxo                                             | Agnes               | Odin                     | 9 de Outubro      |
| Tenho a minha mulher na Casa                                         | Luís M.             | Vânia                    | 10 de Outubro     |
| As minhas duas ex estão na Casa                                      | Bruno               | Fernando                 | 24 de Outubro     |
| Tenho a minha namorada e as minhas duas ex na Casa                   | Bruno               | Luís M.                  | 25 de Outubro     |
| O meu irmão está na Casa                                             | Ricardo             | Flávia                   | 3 de Novembro     |
| A minha namorada trocou-me por uma mulher                            | Fernando            | Hugo                     | 7 de Novembro     |
| Sou decorador da Casa dos Segredos                                   | Pedro               | Ricardo                  | 11 de Novembro    |
| Tenho fobia de palhaços do circo                                     | Pedro               | Cristiana                | 17 de Novembro    |
| Somos um falso casal lésbico                                         | Daniela e Elisabete | Odin                     | 19 de Novembro    |
| Sou conhecido internacionalmente por jogar poker                     | Daniel              | Cristiana                | 19 de Novembro    |
| Tenho um fetiche pela Teresa Guilherme                               | Odin                | Bruno6                   | 23 de Novembro    |
| Fui sequestrada e usada por uma seita                                | Agnes               | Odin7                    | 23 de Novembro    |
| Tenho o meu ex-namorado na Casa                                      | Flávia              | Liliana                  | 25 de Novembro    |
| Tenho um filho de um futebolista internacional                       | Cristiana           | Daniela                  | 28 de Novembro    |
| Fui acompanhante do Cristiano Ronaldo do qual engravidei             | Cristiana           | Daniel                   | 28 de Novembro    |
| Sou cúmplice da Voz                                                  | Cristiana           | Pedro                    | 29 de Novembro    |
| Sou cúmplice da Voz                                                  | Flávia              | Daniel                   | 1 de Dezembro     |
| Tenho o Dom da Clarividência                                         | Liliana             | Fernando                 | 2 de Dezembro     |
| O grande amor da minha vida está na Casa                             | Flávia              | Liliana e Daniel         | 5 de Dezembro     |
| Fui barriga de aluguer de um jogador de futebol                      | Cristiana           | Flávia                   | 6 de Dezembro     |
| Faço jogos clandestinos                                              | Daniel              | Cristiana                | 11 de Dezembro    |
| Tive um caso com um jogador de futebol internacionalmente conhecido  | Cristiana           | Daniel                   | 11 de Dezembro    |
| Tive um filho com 15 anos                                            | Cristiana           | Daniel8                  | 15 de Dezembro    |
| Encontrei na Casa o filho que perdi e abandonei quando tinha 15 anos | Cristiana           | Agnes e Pedro            | 16 de Dezembro    |
| Estive envolvida com jogadores futebol de 3 selecções nacionais      | Cristiana           | Pedro, Agnes e Flávia    | 17 de Dezembro    |
| Participo na realização de filmes eróticos                           | Daniel              | Elisabete                | 20 de Dezembro    |

Legenda
     Está certo
     Carregou no botão, mas não jogou
     Está errado
- Nota 1: A Cristiana e o Pedro tiveram uma recompensa por serem os dois concorrentes que têm estado mais empenhados na procura dos segredos e assim ganharam a possibilidade de carregar no botão dos segredos sem perderem dinheiro.
- Nota 9: O Daniel carregou no Botão dos Segredos, mas quem validou a aposta foi a cadela da Casa, "Pipoca", numa tentativa com tom de brincadeira.

## Saldos
Todos os concorrentes entram na casa com 10 000 € de saldo, valor que vai aumentando ou diminuindo durante a sua estadia na casa através da realização de missões, de prémios, de castigos, etc. O vencedor leva para casa o prémio de 30 000 €, mais o dinheiro que tiver em saldo no dia da final, tal como os restantes finalistas.
| Concorrente | Dia 1    | Sem 1    | Sem 2    | Sem 3    | Sem 4    | Sem 5    | Sem 6    | Sem 7    | Sem 8    | Sem 9    | Sem 10  | Sem 11   | Sem 12  | Sem 13   | Sem 14 | Final              |
| ----------- | -------- | -------- | -------- | -------- | -------- | -------- | -------- | -------- | -------- | -------- | ------- | -------- | ------- | -------- | ------ | ------------------ |
| Elisabete   | 10 000 € | 20 100 € | -        | 24 000 € | 23 300 € | 18 000 € | 20 000 € | 19 380 € | -        | -        | -       | -        | -       | 13 600 € | -      | 2 800 € + 30 000 € |
| Agnes       | 10 000 € | 10 000 € | -        | 21 500 € | 18 900 € | 20 400 € | 21 400 € | 23 180 € | -        | -        | -       | -        | -       | 20 600 € | -      | 6 170 €            |
| Bruno       | 10 000 € | 11 000 € | -        | 13 500 € | 6 300 €  | 0 €      | 2 000 €  | 3 900 €  | -        | -        | -       | -        | -       | 1 600 €  | -      | 2 850 €            |
| Pedro       | 10 000 € | 9 300 €  | -        | 8 800 €  | 6 800 €  | 6 300 €  | 11 300 € | 14 400 € | -        | -        | -       | -        | -       | 25 905 € | -      | 5 330 €            |
| Flávia      | 10 000 € | 9 500 €  | -        | 7 000 €  | 5 000 €  | 5 300 €  | 8 300 €  | 3 690 €  | -        | -        | -       | -        | -       | 24 700 € | -      | 2 600 €            |
| Cristiana   | 10 000 € | 5 600 €  | -        | 6 600 €  | 0 €      | 2 000 €  | 3 000 €  | 20 €     | -        | -        | -       | -        | -       | 3 500 €  | -      |                    |
| Daniel      | 10 000 € | 19 700 € | -        | 16 700 € | 9 800 €  | 10 800 € | 0 €      | 4 300 €  | -        | -        | -       | -        | -       | 6 900 €  |        |                    |
| Liliana     | 10 000 € | 12 900 € | -        | 14 900 € | 14 300 € | 15 400 € | 14 400 € | 1 500 €  | -        | -        | -       | -        | 3 500 € |          |        |                    |
| Fernando    | 10 000 € | 9 400 €  | -        | 20 100 € | 10 000 € | 5 500 €  | 9 500 €  | 0 €      | -        | -        | -       | 24 800 € |         |          |        |                    |
| Ricardo     | 10 000 € | 11 000 € | -        | 17 000 € | 3 500 €  | 1 250 €  | 3 250 €  | 4 150 €  | -        | -        | 9 800 € |          |         |          |        |                    |
| Daniela     | 10 000 € | 10 000 € | -        | 11 000 € | 16 500 € | 18 500 € | 19 000 € | 13 670 € | -        | -        | 1 000 € |          |         |          |        |                    |
| Odin        | 10 000 € | 9 900 €  | -        | 2 000 €  | 2 300 €  | 800€     | 3 300 €  | 3 950 €  | -        | 11 000 € |         |          |         |          |        |                    |
| Cinthia     | 10 000 € | 10 000 € | -        | 0 €      | 300€     | 1 000 €  | 4 000 €  | 10 750 € | 10 750 € |          |         |          |         |          |        |                    |
| Hugo        | 10 000 € | 0 €      | -        | 2 000 €  | 300€     | 2 100 €  | 6 100 €  | 9 700 €  |          |          |         |          |         |          |        |                    |
| Vânia       |          | 10 000 € | -        | 11 500 € | 39 200 € | 34 200 € | 35 200 € |          |          |          |         |          |         |          |        |                    |
| Luís M.     | 10 000 € | 10 000 € | -        | 31 500 € | 500€     | 13 800 € |          |          |          |          |         |          |         |          |        |                    |
| Inês        | 10 000 € | 9 900 €  | -        | 6 700 €  | 4 800 €  |          |          |          |          |          |         |          |         |          |        |                    |
| Paulo       | 10 000 € | 0 €      | -        | 0 €      |          |          |          |          |          |          |         |          |         |          |        |                    |
| Luís C.     | 10 000 € | 11 000 € | 11 000 € |          |          |          |          |          |          |          |         |          |         |          |        |                    |
| Sofiya      | 10 000 € | 12 000 € |          |          |          |          |          |          |          |          |         |          |         |          |        |                    |
| Vítor       | 10 000 € |          |          |          |          |          |          |          |          |          |         |          |         |          |        |                    |
| Célia       | 10 000 € |          |          |          |          |          |          |          |          |          |         |          |         |          |        |                    |

(Obs.: valores atualizados através da aplicação interativa MEO.)
Legenda
     Dinheiro Inicial
     Ganhou dinheiro
     Perdeu dinheiro
     Manteve o dinheiro
     Sem Dados
     Dinheiro que levou para casa
     Não está na casa

## Recordes da edição
| Número de concorrentes                                     | 22                                                 |
| Concorrente nunca nomeado(a)                               | Célia                                              |
| Concorrente mais vezes nomeado(a)                          | Elisabete - 7 nomeações                            |
| Concorrente que mais "sobreviveu" às nomeações             | Elisabete - "sobreviveu" a 7 nomeações             |
| Concorrente mais vezes imune                               | Cristiana - 5 imunidades                           |
| Concorrente eliminado(a) com menor percentagem             | Cristiana - 6% para salvar, contra 5 concorrentes  |
| Concorrente eliminado(a) com maior percentagem             | Fernando - 78% para expulsar, contra 1 concorrente |
| Nomeado(a) com menor percentagem de voto                   | Hugo - 1% para expulsar, contra 10 concorrentes    |
| Desistências                                               | 1 - Célia                                          |
| Finalista com mais dinheiro na final                       | Agnes - 6.170 €                                    |
| Finalista com menos dinheiro na final                      | Flávia - 2.600 €                                   |
| Concorrente com mais dinheiro numa semana                  | Cristiana - 65.800 € (12.ª semana)                 |
| Concorrente com menos dinheiro numa semana (excluindo 0 €) | Cristiana - 20 € (7.ª semana)                      |